# Lambert, Hendricks & Ross
Pour les articles homonymes, voir Lambert, Hendricks et Ross.
Lambert, Hendricks & Ross (LHR) est un groupe vocal de Jazz américain fondé en 1957 par Dave Lambert, Jon Hendricks et Annie Ross.
Ils sont parmi les premiers, avec King Pleasure (en) et Eddie Jefferson, à populariser le « vocalese », pratique qui consiste à mettre en voix les solos des musiciens de jazz.

## Histoire
Dave Lambert et Jon Hendricks s'associent en 1953. Ils débutent avec l'interprétation de Four Brothers avec des paroles de Jon Hendricks et la vocalisation note pour note des solos d'Al Cohn, Zoot Sims, Stan Getz et Woody Herman. Annie Ross rejoint ensuite le groupe.
Ils innovent dès leur premier album Sing a Song Of Basie en 1957. Non seulement ils vocalisent les solos des musiciens, mais aussi chacune des parties de l'orchestre de Count Basie grâce à la technique du re-recording . Ils reproduisent à merveille la dynamique du big band. Les paroles sont écrites par Jon Hendricks. L'album est inscrit en 1998 au Grammy Hall of Fame Award.
Après ce succès populaire et critique, LHR enregistre Sing Along with Basie (1958) accompagné par l'orchestre de Basie lui-même et de son chanteur Joe Williams. Avec The Swingers (1959), ils se tournent vers la relecture d'arrangements de petites formations comme le quintette de Charlie Parker avec Miles Davis (Now's The Time) et celui de Miles Davis avec Sonny Rollins (Airegin).
Ils proposent en 1960 une lecture du répertoire de Duke Ellington.
Annie Ross quitte le groupe en 1962. Elle est remplacée peu de temps par la canadienne Anne-Marie Moss, puis par la chanteuse Yolande Bavan (en). Ils se produisent la première fois lors du Newport Jazz Festival de 1962.
Le nouveau groupe « Lambert, Hendricks and Bavan » enregistre trois albums en public avant de se séparer en 1964. Il cesse d'exister après le décès de Dave Lambert lors d'un accident de la route dans le Connecticut en 1966.

## Discographie
Lambert, Hendricks and Ross :
- 1957 : Sing a Song of Basie (Paramount Records)
- 1958 : Sing Along with Basie, avec Count Basie Orchestra et Joe Williams
- 1959 : The Swingers!, avec Zoot Sims, ts (Pacific Jazz Records)
- 1959 : Lambert, Hendricks, & Ross! The Hottest New Group in Jazz (Columbia Records)
- 1960 : Lambert, Hendricks & Ross Sing Ellington (Columbia Records)
- 1962 : The Real Ambassadors
- 1962 : High Flying with Lambert, Hendricks & Ross (The Way-Out Voices of Lambert, Hendricks and Ross)
- 1992 : Twisted: The Best of Lambert, Hendricks & Ross (Sony/Rhino)

Lambert, Hendricks and Bavan
- 1963 : Live At Basin Street East
- 1963 : Lambert, Hendricks & Bavan At Newport '63
- 1964 : Havin' a Ball at the Village Gate (Lambert, Hendricks and Bavan at the Village Gate)

## Sources
- Xavier Prévost, Lambert, Hendricks & Ross in Dictionnaire du Jazz, Robert Laffont, 1994
- allmusic Lambert, Hendricks & Ross Biography